# Kobylí Doly
Kobylí Doly (německy Kobylydoly) je historická osada, součást královéhradecké čtvrti Plotiště nad Labem. Nachází se v její jihovýchodní části podél potoka Melounka a jeho bezejmenného přítoku, v prostoru trojúhelníku mezi bývalou továrnou ČKD, bývalou cihelnou a obcí Světí.

## Historie
První písemná zmínka o Kobylích Dolech pochází z roku 1586. V roce 1869 zde žilo 17 obyvatel, v roce 1880 jich bylo 18 a v roce 1890 už jen 14. Do roku 1930 byly osadou obce Plotiště nad Labem. Pak jejich jméno zmizelo z mapy a používá se pouze k určení blízkých oblastí.
Kobylí Doly byly nedílnou součástí historie obce Plotiště nad Labem. V červenci 1866, během bitvy u Sadové, zde měly stanoviště tři dělostřelecké baterie rakouského sboru. Důležitou událostí byl i požár domu č. 1 (19. července 1914), který patřil rolníkovi Václavu Tichému. Střecha stodoly zachytila oheň z projíždějícího vlaku.
Jedinou historickou památkou je litinový kříž na nízkém kamenném podstavci z roku 1899 (velmi poškozený, dnes se nachází na starém hřbitově u kostela sv. Petra v centru okresu Plotiště nad Labem).